# 萬代橋ライン
萬代橋ライン（ばんだいばしライン）は、新潟県新潟市中央区花園一丁目の新潟駅万代口から、万代シテイ・古町・市役所・白山を経て西区青山に至る新潟交通のバス路線である。新潟市が同社と共同で整備した幹線・支線型システム「にいがた新バスシステム」における基幹路線であり、2015年（平成27年）9月5日に運行を開始した。本項では同システムについてもまとめて述べる。

## 概要
新潟駅万代口を起点に、万代シテイ、本町、古町、新潟市役所や白山公園、白山駅などを経由して、西区のイオン新潟青山店付近に至る路線で、新潟市の都市機能が集積する「都心軸」を縦貫したのち、新潟島の南西部に至る運行経路となっている。
路線名の「萬代橋ライン」は、中央区中心部の信濃川に架かる国指定重要文化財の萬代橋にちなんだもので、当線は万代シテイ - 礎町・本町間で萬代橋を走行する。
停留所や車両、案内サインにはトータルデザインが導入されており、開業以来「BRT」のロゴが用いられていたが、中原八一市長の意向によってBRT呼称は削除する方針となり、2024年3月までに「BUS」に置き換えられた。

### にいがた新バスシステム
萬代橋ラインは、全市的な路線再編を行う新潟市の「にいがた新バスシステム」の取り組みに合わせて導入されたものである。これは将来にわたって持続可能な公共交通網確保のための抜本的な取り組みとして、運行区間が重複・冗長して後述の問題点が発生していた中心部のバス路線を再編・集約したうえで、生じた余力を郊外方面の路線の維持や拡充に充てるものであり、萬代橋ライン開業と同日の2015年9月5日に導入され、市内全域にわたってバス路線の大規模な再編が行われた。
新バスシステム導入にあたっては案内機能や交通結節点の整備が行われ、ゾーンバスの輸送体系が実現したほか、基幹路線である萬代橋ラインでは輸送力確保のため連節バスが一部導入された。
これら一連の取り組みによって、利用者減少と郊外路線減便の悪循環に歯止めがかからなかった状況を脱して市全体としてバス利用者増に繋がったとして、日本モビリティ・マネジメント会議（JCOMM）マネジメント賞をはじめ、様々な賞を受賞している。
設備、案内表示、車両を含むトータルデザインは、GKデザイングループ（GK設計、GKインダストリアルデザイン、GKグラフィックス）が行っている。
なお、連節バスの購入やバス停の整備などの費用は新潟市が負担し、新潟交通が運行業務を行う「公設民営方式」となっている。

### 設備
新潟駅前・万代シテイから市役所前、白山駅前、青山の各停留所にバスロケーションシステムが設置されているのをはじめ、特に新潟駅前、市役所前、白山駅前、青山の4箇所は他のバス路線や鉄道などとの乗換拠点（交通結節点）として整備され、デジタルサイネージ等による萬代橋ラインおよび他路線の乗換案内などが行われている。このうち市役所前の萬代橋ラインのりば南側には、各方面への路線が発車するバスロータリーが設けられており、6番線横の待合所には新潟交通のICカード「りゅーと」のチャージ機や、飲料類の自動販売機が配置されているほか、無料Wi-Fiのサービスも行われている。また青山バス停が所在するイオン新潟青山店1階のイートインスペースには「バスインフォメーション」が設けられ、市役所前と同様にデジタルサイネージやりゅーとのチャージ機等が配置されており、バス利用者の待合スペースとしても利用できる。
なお、青山については暫定整備の段階であり、既存の道路上に仮設の設備が設けられたため、開業前から悪天候時の乗り換えに関して懸念の声が出ていた。
専用走行路は無く（後述の#走行方式についてを参照）、車外運賃収受設備も設けられていないものの、路線集約の効果などもあり従来の路線バスと比較して定時性が向上している。

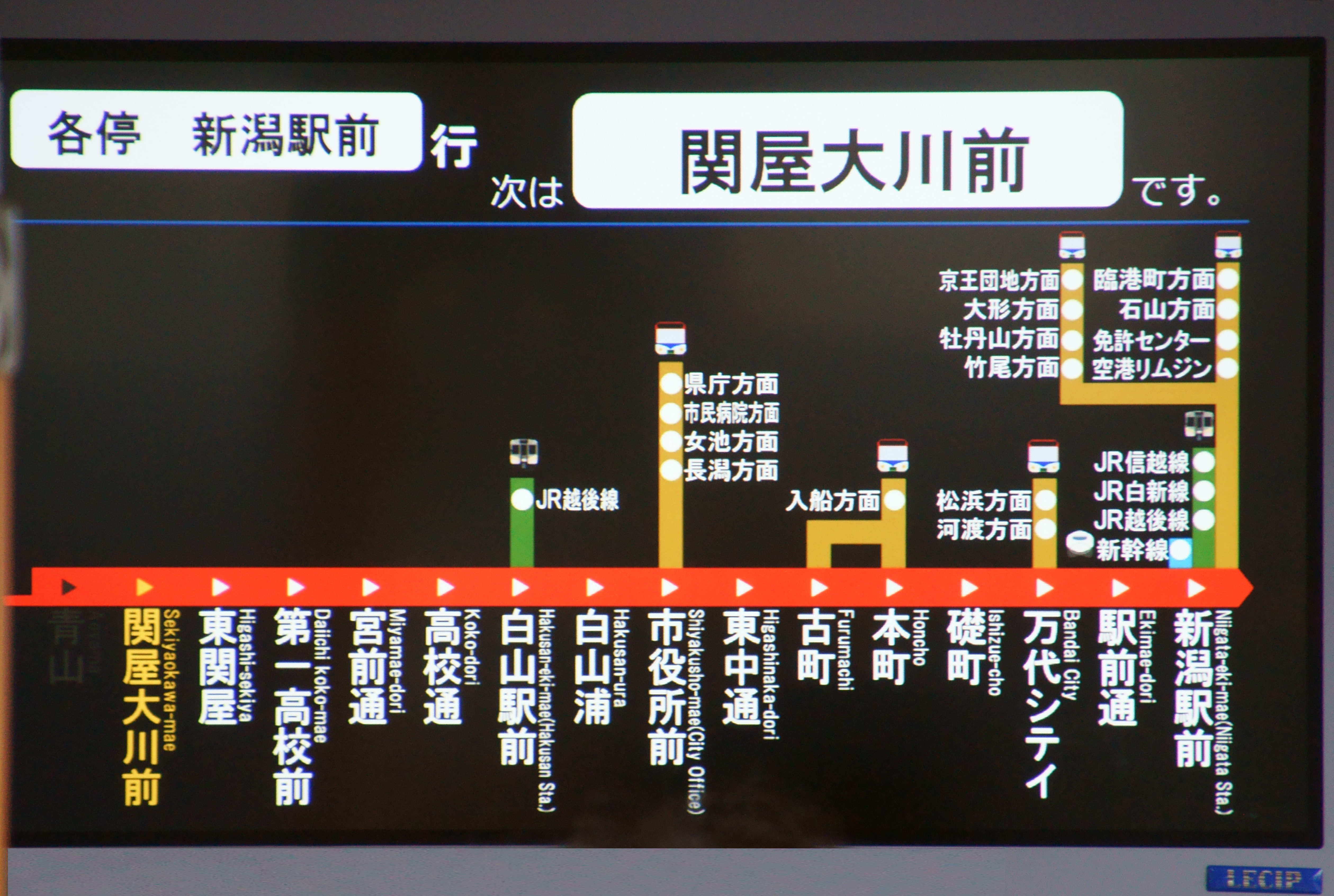
車内LCDモニタに表示される路線図（各停の一般バス、2016年6月）
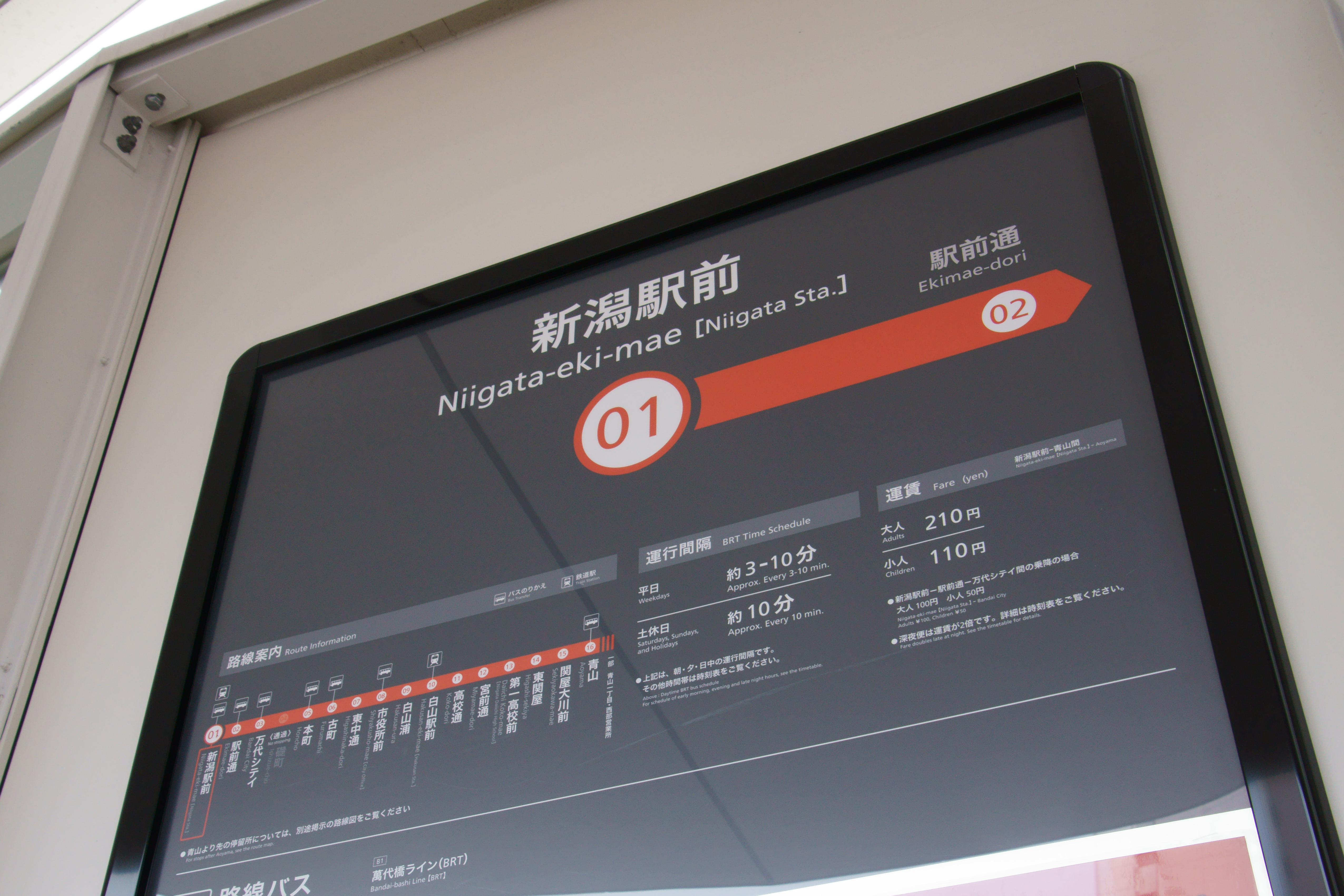
駅名標。駅ナンバリングが施されている。（2016年6月）
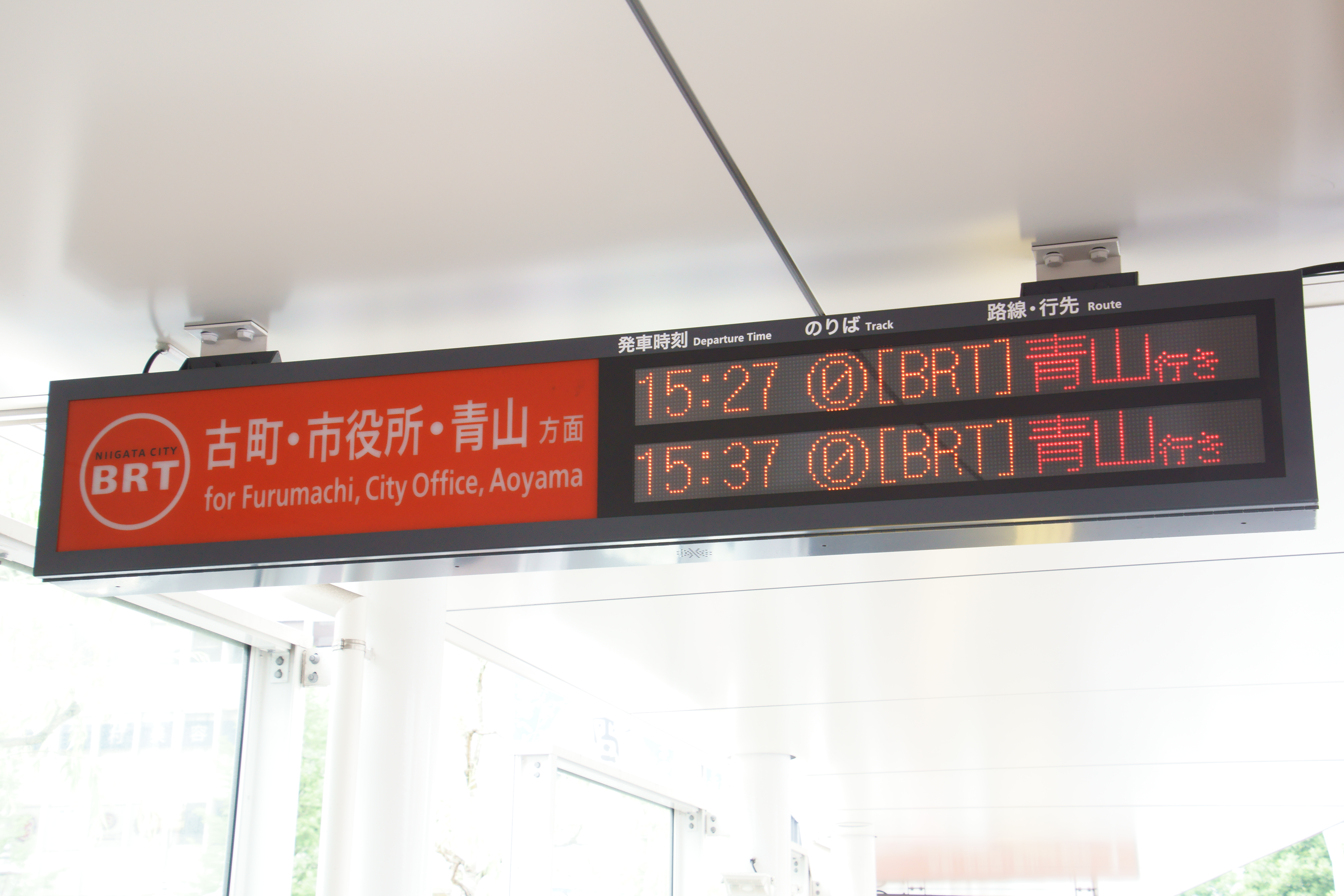
ホームに設けられた発車標（新潟駅前、2016年6月）
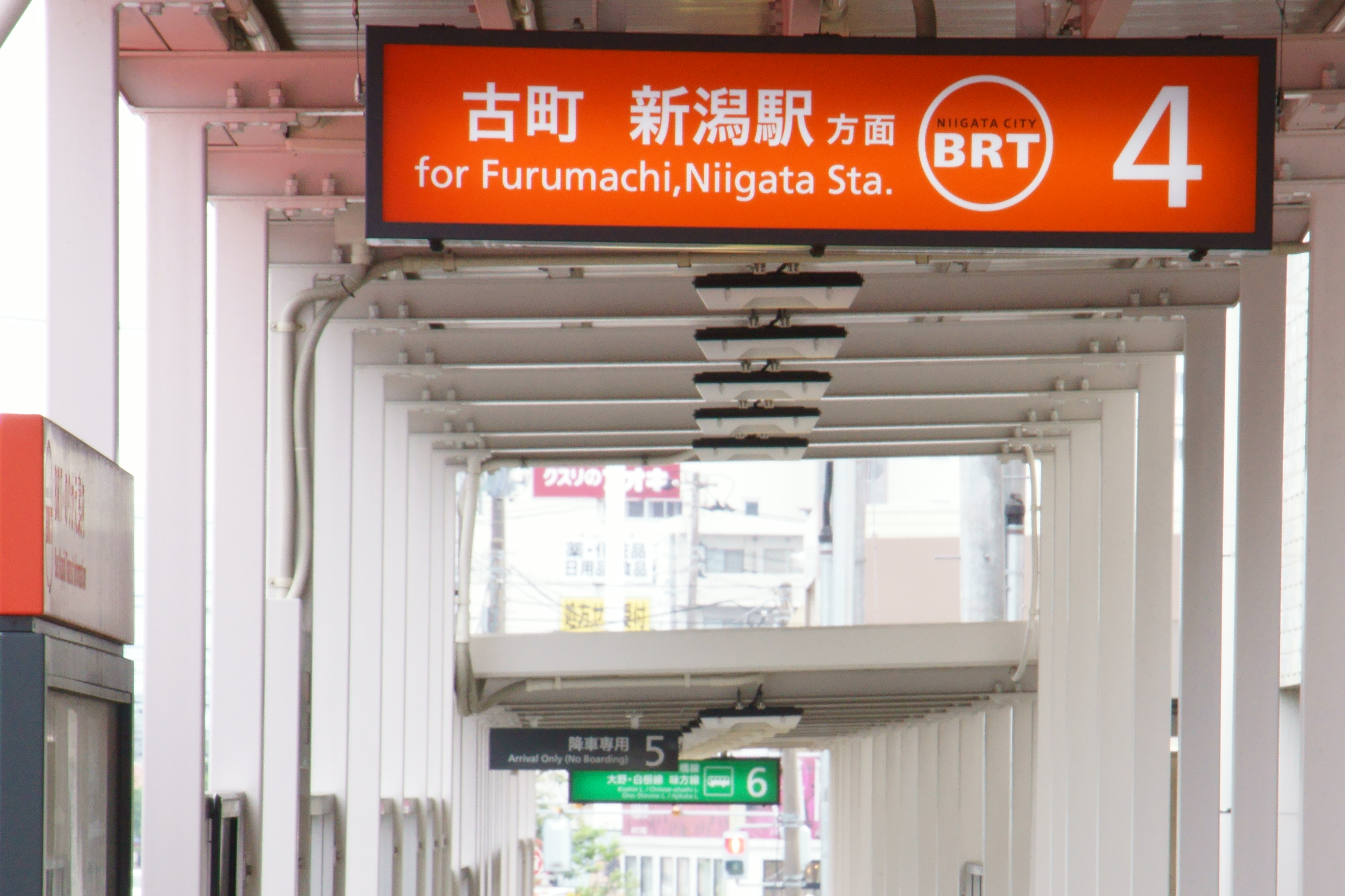
開業に伴い設けられたサインシステム。奥は一般バス路線。（青山、2016年6月）
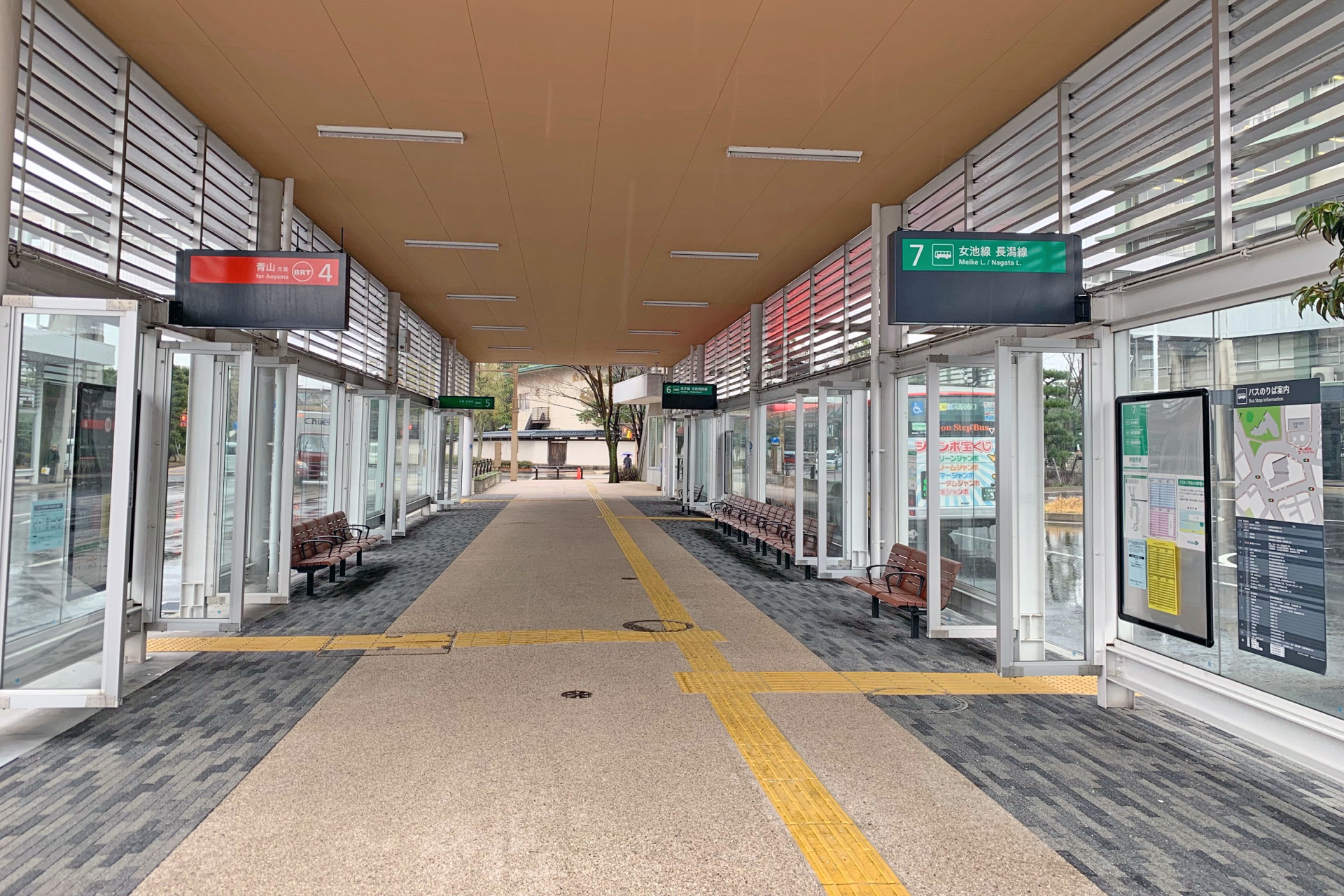
開業に併せて整備された「市役所前」乗り換え拠点。サイン表示の裏側にはLED発車標が備わる（2019年3月）
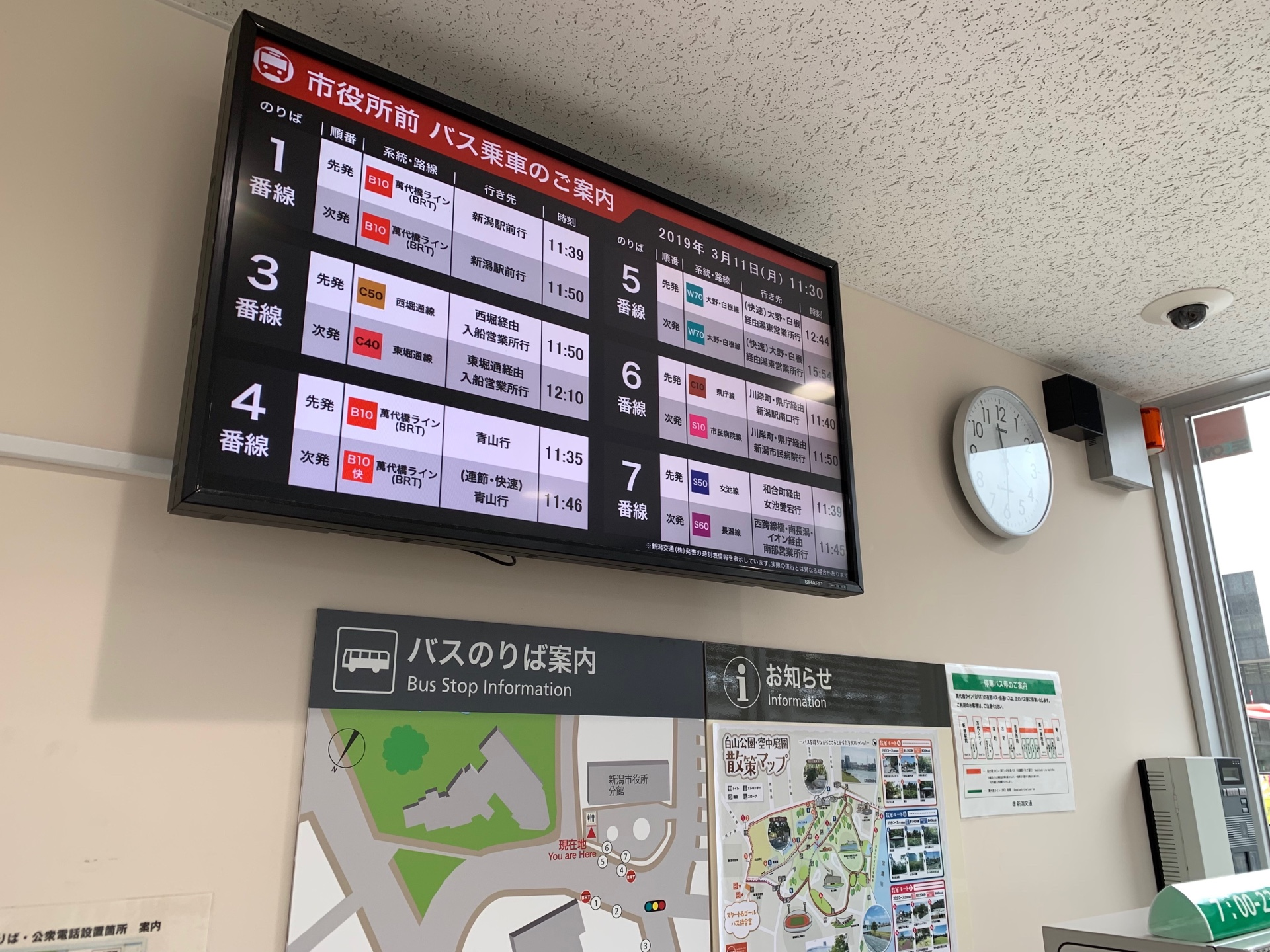
「市役所前」乗り換え拠点の待合室に設置された案内ディスプレイ。待合室にはこのほか「りゅーと」チャージ機等が備わる（2019年3月）
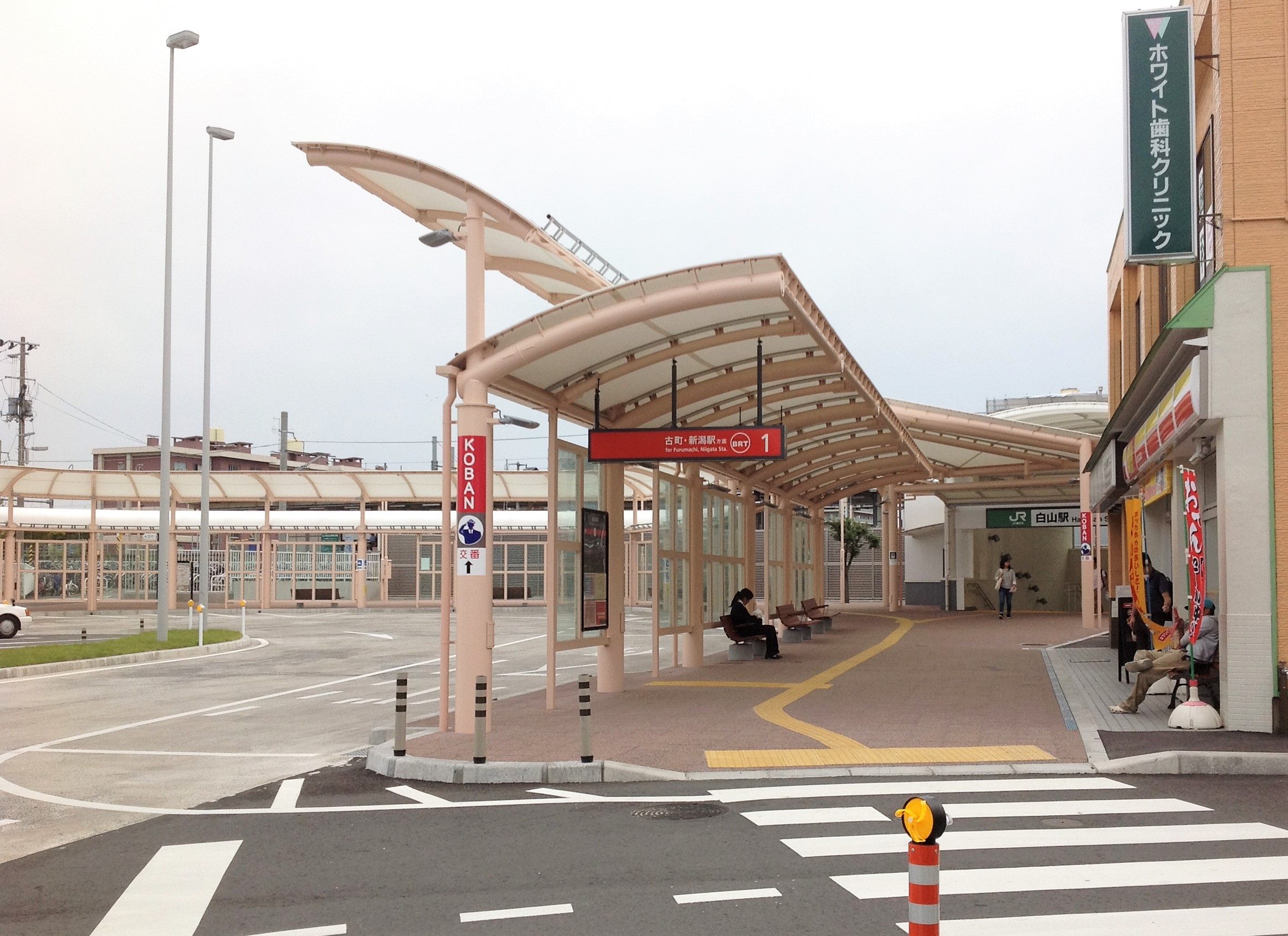
開業に併せて整備された白山駅前広場（2015年9月）

## 沿革

### 導入の経緯

路線網再編の様子。複雑な路線が整理され基幹系統が通り、新潟駅を経由しなかった東方面路線も駅を中心とした形態へと変化した。

#### 中心部のバス路線網の問題点
従来の中央区の新潟交通グループの路線バスの運行区間は、新潟駅前 - 市役所前間をはじめとする中心部で重複・冗長が著しく、運行体系が複雑で非効率な状態となっていた（図を参照）。一例として、同じ方面のバスが冗長して発着する「団子運転」や、逆に運行間隔が過度に開く「間引き運転」が発生していたこと、重複する各路線のバス停の位置が複雑化し利用客に戸惑いを与えていたことなどが挙げられる。
また、北区や東区方面に至る東新潟方面の全路線と、江南区東部や秋葉区方面に至る南新潟方面の路線の一部は便によって発着地が大きく異なり、特に松浜線（現在の空港・松浜線）と河渡線は、新潟駅万代口からの最寄り停留所（万代町）が遠く且つ分かりづらい位置に所在するなど、鉄道とのアクセス性や利便性が著しく低かった。

#### 新たな交通システム計画との一元化
これとは別に新潟市では、少子高齢化や中心市街地の再生などに対応し、都心部において自家用車を使わなくても移動しやすいサービスレベルの高い交通環境を実現するため、中央区中心部に「新たな交通システム」を整備することについて検討を進め、BRT、ライトレール (LRT)、小型モノレールの3種から検討を進めた結果、整備費が低廉で、現状の都市設備を活用できるBRTの採用に至った。その後運行事業者の募集を実施した結果、新潟交通が選定され2013年（平成25年）4月8日に基本協定を締結した。これによりBRT事業は、前掲の問題解消を目的としたバス路線網の再編と合わせて一元的に実施されることが決定した。

#### 整備区間の変更
2012年3月に市が制定した「新たな交通システム導入基本方針」においては新潟駅前 - 白山駅前間での整備が示されていたが、その後10月に新潟交通が事業者募集時に新潟市へ提出した提案書の中で、当時改修が進められていた白山駅北口の駅前広場の面積が狭隘でバスの発着に支障が出る恐れがあることなどを理由としてイオン新潟青山店付近への延伸を提案し、その後の協議の結果、整備区間は現在の当線の運行区間である新潟駅前 - 青山間となった。
この区間は西新潟方面の路線のうち、西区坂井輪・内野地区方面に至る寺尾線、大堀線、流通センター線（現在の小新線）と、国道8号などを経由して南区方面に至る8号方面線（現在の大野・白根線および味方線）の運行区間が重複し、前掲の問題が長区間にわたって慢性化していた。また、この区間のうち市役所前 - 青山間は、1999年（平成11年）4月5日に廃止された新潟交通電車線の白山前駅 - 東青山駅間に、新潟駅前 - 市役所前間は、実現に至らなかった同線の市内中心部の延伸計画区間に、それぞれ該当する。

### 「にいがた新バスシステム」開業
2015年9月5日の開業に際して実施された新潟交通グループのダイヤ改正は、新潟市内のほぼ全域にわたる運行体制の再編を伴う大規模なものとなり、既存路線の発着地や経由地が大幅に変更された。
萬代橋ラインに並行する前掲の5路線はほぼ全便を青山発着とした。前掲の問題が発生していた東新潟方面の路線については、ほぼ全便が新潟駅万代口および万代シテイバスセンター発着に統一され、鉄道との乗り継ぎの利便性が大幅に向上したほか、当路線との乗り継ぎにより古町・市役所方面への柔軟なアクセスが可能になった。
一方、中央区の新潟島北東部の入舟地区へは本町もしくは古町、中央区南部の山潟・鳥屋野地区へは市役所前で、それぞれ萬代橋ラインおよび同線に並行する路線と乗り換える方式となったため、路線再編で古町・新潟駅方面まで乗り換えを強いられることになった地域からは不満の声もあった。いずれの路線も一部を除いて平日には、中心部との間を乗り換えずに移動できるよう、朝の郊外発と夕方・夜間の中心部発の「ダイレクト便」が設定されている。

### 走行方式について

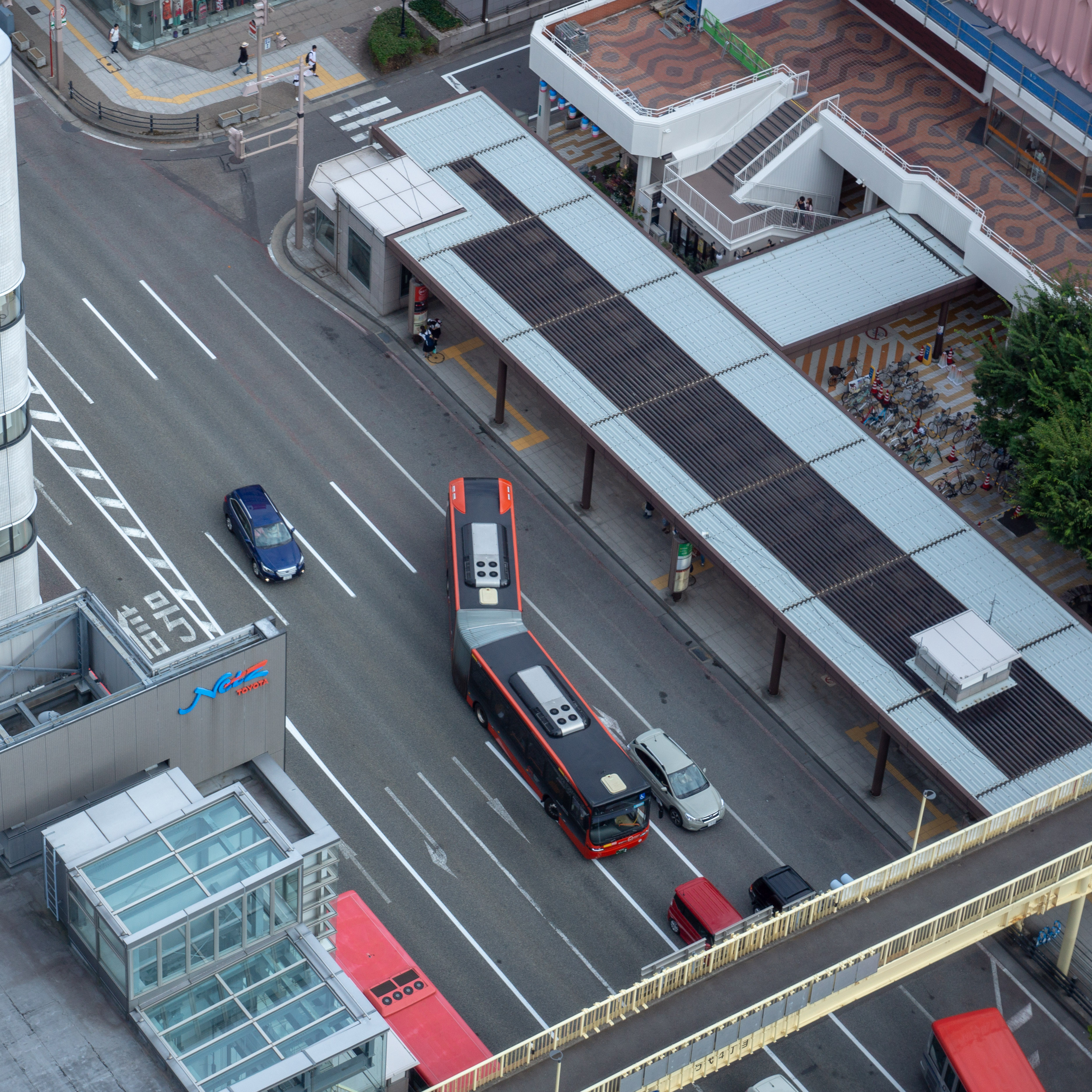
車体を大きく曲げて「万代シテイ」停留所を出発する連接車両（2018年8月）

当初、中央区中心部では車線中央部に専用走行路と停留所（BRT駅）を設置する計画で、開業時にはまず新潟駅万代口 - 寄居町間（延長約2km）で導入する方針であった。そのため新潟市と新潟交通は道路管理者（国土交通省新潟国道事務所、新潟市中央・西両区の建設課）や新潟県警察（所轄署は新潟、新潟中央、新潟西の3署）などと調整を進めたが、車線減少による自動車交通への影響や、乗降客の安全確保に関する問題に加え、信号処理や冬季間の除雪等などの諸問題を巡って調整が難航したことなどから、運行開始時点での専用走行路の設置は見送られ、暫定的に既存の道路設備をそのまま使用して運行することとなった。
2013年計画では現在進捗している「新潟駅付近連続立体交差事業」が進捗し、新潟駅の高架下バスターミナル「交通広場」が竣工する際には、BRTの運行設備をLRTに転換するか否かについても検討するとしていたが、バス用専用走行路も整備されない状況が続き、BRT=連接バスという誤解も広まっていた。2023年に市長中原八一と新潟交通の間で専用走行路を整備しないことで合意、「BRT」についても名前から外された。
なお運行区間の片側車線数は下記のとおりである。
- 新潟駅前交差点 - 流作場五差路交差点間（東大通）：4車線
- 流作場五差路交差点 - 東港線十字路交差点間（萬代橋通り）：3車線
- 東港線十字路交差点 - 萬代橋西詰交差点間（萬代橋）：2車線
- 萬代橋西詰交差点 - 寄居町交差点間（柾谷小路）：3車線
- 寄居町交差点 - 市役所前交差点間（東中通）：2車線
- 市役所前交差点 - 白山浦一丁目交差点間：2車線
- 白山浦一丁目交差点 - 関新ガード下交差点間（はくさん通り・旧電車通り）：1車線（歩行者道無し）
- 関新ガード下交差点 - 千歳大橋西詰交差点間：2車線（青山方面・市役所方面とも1車線のみ）
- 千歳大橋西詰交差点 - 関屋大川前一丁目交差点間：1 - 2車線（青山方面1車線、市役所方面2車線）
- 関屋大川前一丁目交差点 - 青山道下交差点間：2車線（リバーシブルレーン区間：平日朝のみ青山方面1車線、市役所方面3車線）

## 運行形態
新潟交通グループが方面別に設定しているラインカラーはレッド、路線番号はB1だが、2024年3月30日までは停留所・車両等での案内上は単に「BRT」とのみ表示していた。
基本的な運行区間である新潟駅前 - 青山間においては、平日の朝・夕方は3 - 5分間隔、昼間は10分間隔、土曜・休日は終日10分間隔、早朝・深夜は平日、土曜・休日とも15 - 30分間隔で運行している。
大半の便は新潟駅前 - 青山間での運行だが、青山バス停周辺を循環運行する青山本村および青山一丁目発着便（B11）、車両の出入庫等を兼ねた西部営業所発着便（B13）が設けられている。
2017年3月25日のダイヤ改正からは、当路線と並行するもののそれまで別個のダイヤとして存在していた寺尾線（W3）・大堀線（W4）ダイレクト便と、小新線モーニングライナー（W51M）を、「萬代橋ライン直通」という形に設定することで統合し、運行間隔をさらに充実させた。
運行種別は各停のほか、快速が1時間あたり1 - 2本程度設定されている。ただし快速の運行間隔は一定ではなく、平日の朝・夕方は15 - 30分間隔、その他は30 - 95分間隔となっている。なお快速は全て青山発着で、青山本村・青山一丁目および西部営業所発着の便、直通便は設けられていない。

### 運行系統

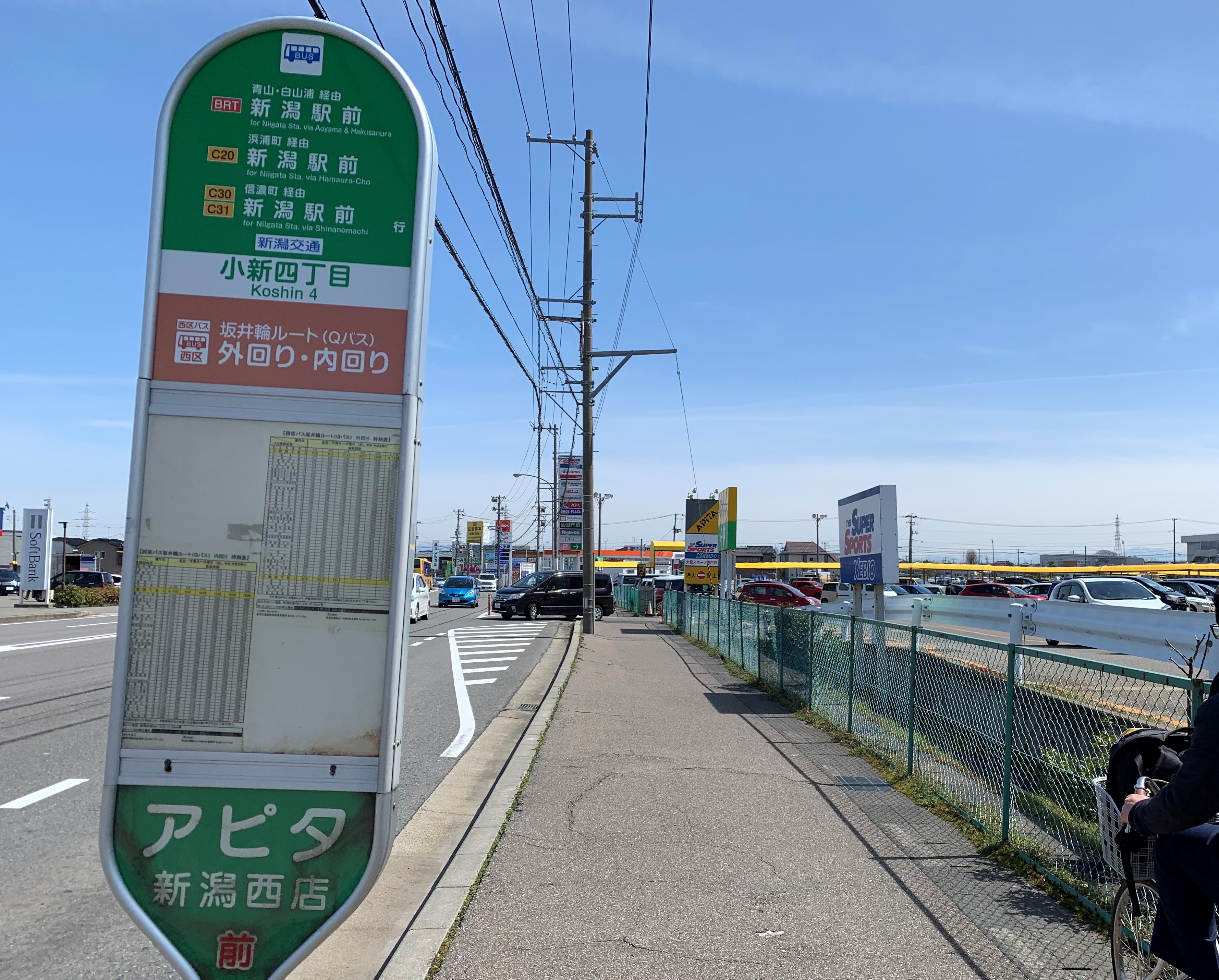
B13系統が停車する「小新四丁目」バス停

萬代橋ラインには下記4つの運行系統が設けられている。なお、2024年3月30日までは運行車両の行先表示において路線・系統番号の表記を単に「BRT」とし、下記番号の表示は行われていなかった。新潟駅前 - 青山間の経路はいずれも同じである。
- B10　新潟駅前 ー万代シテイー本町ー古町ー市役所前ー白山駅ー青山
- B10快　【快速】新潟駅前ー万代シテイー本町ー古町ー市役所前ー【快速】ー青山
2015年9月5日の開業時の運行種別は各停のみであったが、連節車両「ツインくる」での運行便を中心に遅延が慢性化したことなどから定時運行確保のため、同年9月26日に快速便が設定された[17]。停車停留所は当初5箇所であったが、のちに増加している。なお、白山駅北口駅前広場は経由せずに通過する。原則として「ツインくる」で運行されるが、運用等の都合上、一般車両で運行する場合がある[注 2]。
- B11　新潟駅前ー古町ー市役所前ー白山駅ー青山ー青山本村ー青山一丁目
青山周辺を循環する経路で運行。青山地内は下り・上りとも青山 → 青山本村 → 青山稲荷前 → 水道遊園前 → 青山一丁目 → 青山の一方向循環。新潟駅発は青山から青山本村を経由し、青山一丁目終着。青山発は青山本村始発で青山一丁目を経由し、青山から新潟駅方面に至る。
- B13　新潟駅前ー古町ー市役所前ー白山駅ー青山ー青山本村ー新潟医療センター前ー済生会病院前ー西部営業所

### 停車停留所

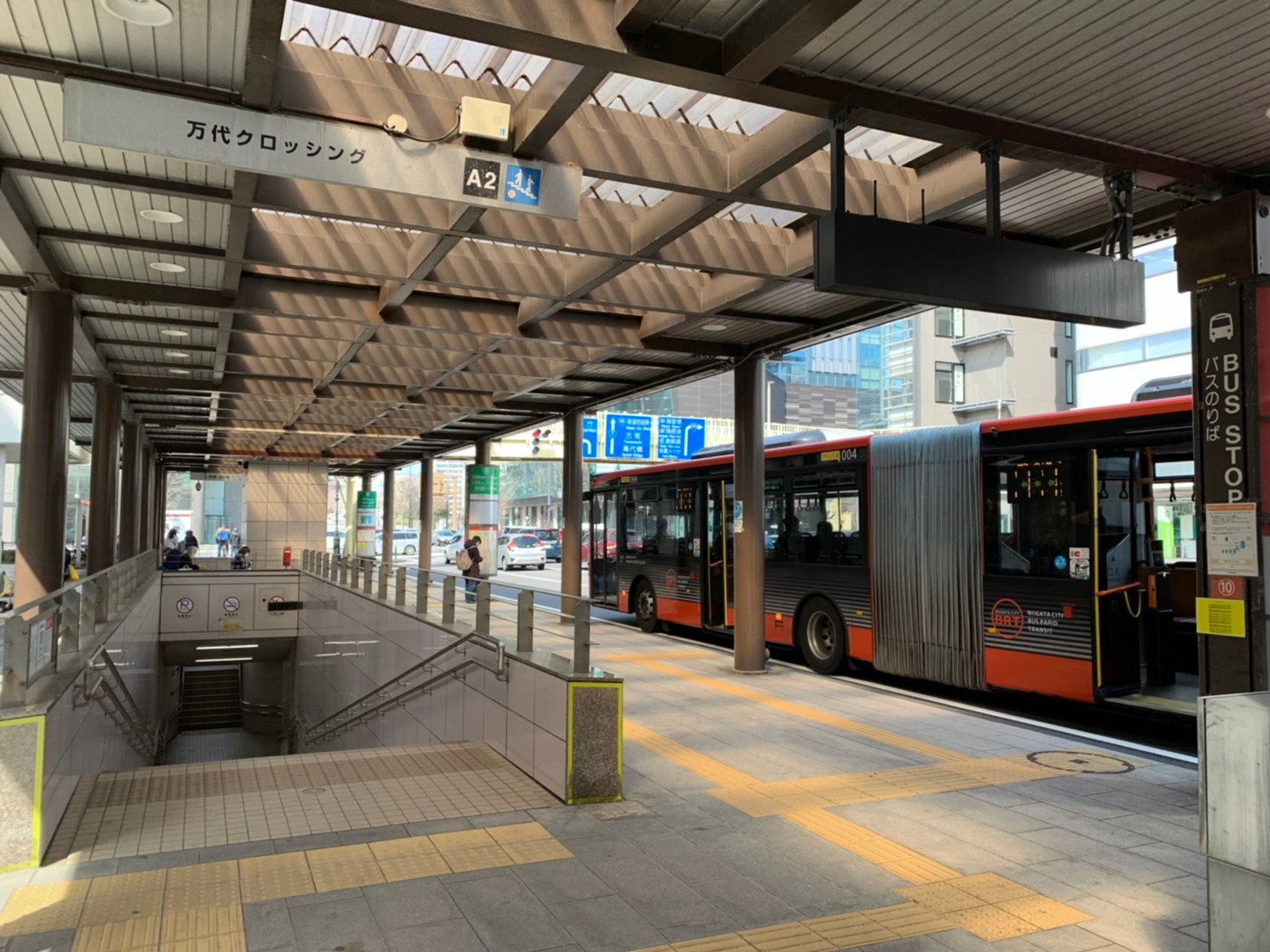
「万代シテイ」停留所と地下横断歩道「万代クロッシング」

- 萬代橋ラインの停留所のうち、基本運行区間の新潟駅前 - 青山間の16箇所には停留所番号が付与されている。また新潟交通グループの停留所用表示板は地色にグリーンを使用しているが、萬代橋ライン用の表示板は地色にラインカラーのレッドを使用しており、他路線と判別しやすいよう配慮されている。ただし青山以西の停留所には番号は付与されておらず、他路線と同様にグリーンの表示板を使用している。
- 全停留所新潟県新潟市内に所在。

| 番号                                                                    | 停留所名   | 快速 | 各停 | 路線バスの乗換ポイント （乗継割引「まち割60」対象の乗換路線のみ） 備考 | その他の交通機関の接続路線                                     | 位置                                  | 所在地 |
| ----------------------------------------------------------------------- | ---------- | ---- | ---- | --- | -------------------------------------------------------------- | ------------------------------------- | ------ |
| 01                                                                      | 新潟駅前   | ●    | ●    | S8 京王団地線 S9 亀田・横越線 E4 大形線 E5 牡丹山線 E6 竹尾線 E8 石山線 ※指定乗換ポイント：新潟駅前・駅前通・明石一丁目 もしくは 万代シテイ ※適用区間：新潟駅前 - 市役所前間 ※新潟駅周辺と万代シテイ周辺に跨っての乗換は不可 E1 臨港線 ※指定乗換ポイント：新潟駅前・駅前通 ※適用区間：新潟駅前 - 市役所前間 | 東日本旅客鉄道 上越新幹線 ■信越本線・■磐越西線 ■白新線 ■越後線 | 北緯37度54分47.4秒 東経139度3分39.3秒 | 中央区 |
| 02                                                                      | 駅前通     | ｜   | ●    | |                                                                | 北緯37度54分56.1秒 東経139度3分34.1秒 | 中央区 |
| 03                                                                      | 万代シテイ | ●    | ●    | E2 空港・松浜線 E3 河渡線 ※指定乗換ポイント：万代シテイ・新潟日報メディアシップ もしくは 新潟駅前・駅前通 ※適用区間：新潟駅前 - 市役所前間 ※新潟駅周辺と万代シテイ周辺に跨っての乗換は不可 |                                                                | 北緯37度55分3.9秒 東経139度3分24.1秒  | 中央区 |
| 04                                                                      | 礎町       | ｜   | ▲    | 片方向のみ停車 |                                                                | 北緯37度55分15.1秒 東経139度3分2.3秒  | 中央区 |
| 05                                                                      | 本町       | ●    | ●    | C4 東堀通線 ※指定乗換ポイント：本町・古町・東堀通六番町・東堀通七番町 ※適用区間：新潟駅前 - 本町・古町間 |                                                                | 北緯37度55分16.9秒 東経139度2分51.3秒 | 中央区 |
| 06                                                                      | 古町       | ●    | ●    | C5 西堀通線 C6 八千代橋線 ※適用区間：新潟駅前 - 古町間 |                                                                | 北緯37度55分19.5秒 東経139度2分36.1秒 | 中央区 |
| 07                                                                      | 東中通     | ●    | ●    | |                                                                | 北緯37度55分14.7秒 東経139度2分24.4秒 | 中央区 |
| 08                                                                      | 市役所前   | ●    | ●    | C1 県庁線 S1 市民病院線 S5 女池線 S6 長潟線（西跨線橋経由） W7 大野・白根線（急行） ※適用区間：新潟駅前 - 市役所前間 |                                                                | 北緯37度54分55.4秒 東経139度2分9.7秒  | 中央区 |
| 09                                                                      | 白山浦     | ｜   | ●    | |                                                                | 北緯37度54分51.3秒 東経139度1分57.5秒 | 中央区 |
| 10                                                                      | 白山駅前   | ｜   | ●    | | 東日本旅客鉄道 ■越後線                                         | 北緯37度54分44.6秒 東経139度1分50秒   | 中央区 |
| 11                                                                      | 高校通     | ｜   | ●    | |                                                                | 北緯37度54分38.1秒 東経139度1分34.3秒 | 中央区 |
| 12                                                                      | 宮前通     | ｜   | ●    | |                                                                | 北緯37度54分32.4秒 東経139度1分24.1秒 | 中央区 |
| 13                                                                      | 第一高校前 | ●    | ●    | |                                                                | 北緯37度54分18.9秒 東経139度1分6.9秒  | 中央区 |
| 14                                                                      | 東関屋     | ｜   | ●    | |                                                                | 北緯37度54分8.8秒 東経139度0分55.1秒  | 中央区 |
| 15                                                                      | 関屋大川前 | ｜   | ●    | |                                                                | 北緯37度54分2.6秒 東経139度0分50.4秒  | 中央区 |
| 16                                                                      | 青山       | ●    | ●    | W3 寺尾線 W4 大堀線 W5 小新線 W7 大野・白根線 W8 味方線 ※適用区間：新潟駅前 - 青山・東青山間 |                                                                | 北緯37度53分48.3秒 東経139度0分20.6秒 | 西区   |
| 一部便は青山一丁目方面、西部営業所方面、またはW3 寺尾線・W4 大堀線 直通 |            |      |      | |                                                                |                                       |        |

### 乗換路線・乗継割引について
新バスシステムの開業に合わせ、従来の「のり割30」（旧称：乗り継ぎ割引）に加えて新たな割引サービス「まち割60」が開始されている。これは、萬代橋ライン（同線に並行する路線も含む。ただし対象停留所は異なる）と、乗換先の対象路線との間を、指定乗換ポイントで60分以内に乗り換えた場合に直通運賃で精算できるものであり、60分と余裕ある時間設定のため乗換地点で買い物等を行うことができるのも特徴である。新潟交通のICカード「りゅーと」を使用することが条件であり、Suica等の交通ICカードや現金で割引を受ける場合は新潟市発行の「のりかえ現金カード」が必要となる。
なお上表には、萬代橋ライン（および並行路線）に関連する指定乗換ポイントのみを記載した。
この乗継割引を反映した運賃を検索できる経路検索サービスとして、新バスシステムの開業と同時にナビタイムジャパン製の「にいがた新バスシステム時刻・運賃検索サイト」（2021年10月からは「にいがたバス乗換案内サイト」に改称）が導入された。なお、2023年4月現在、Yahoo!乗換やジョルダン乗換案内、乗換NAVITIMEなどといった汎用の乗換案内アプリ・サービスでは乗継割引に対応した運賃は表示できない。

### 並行路線

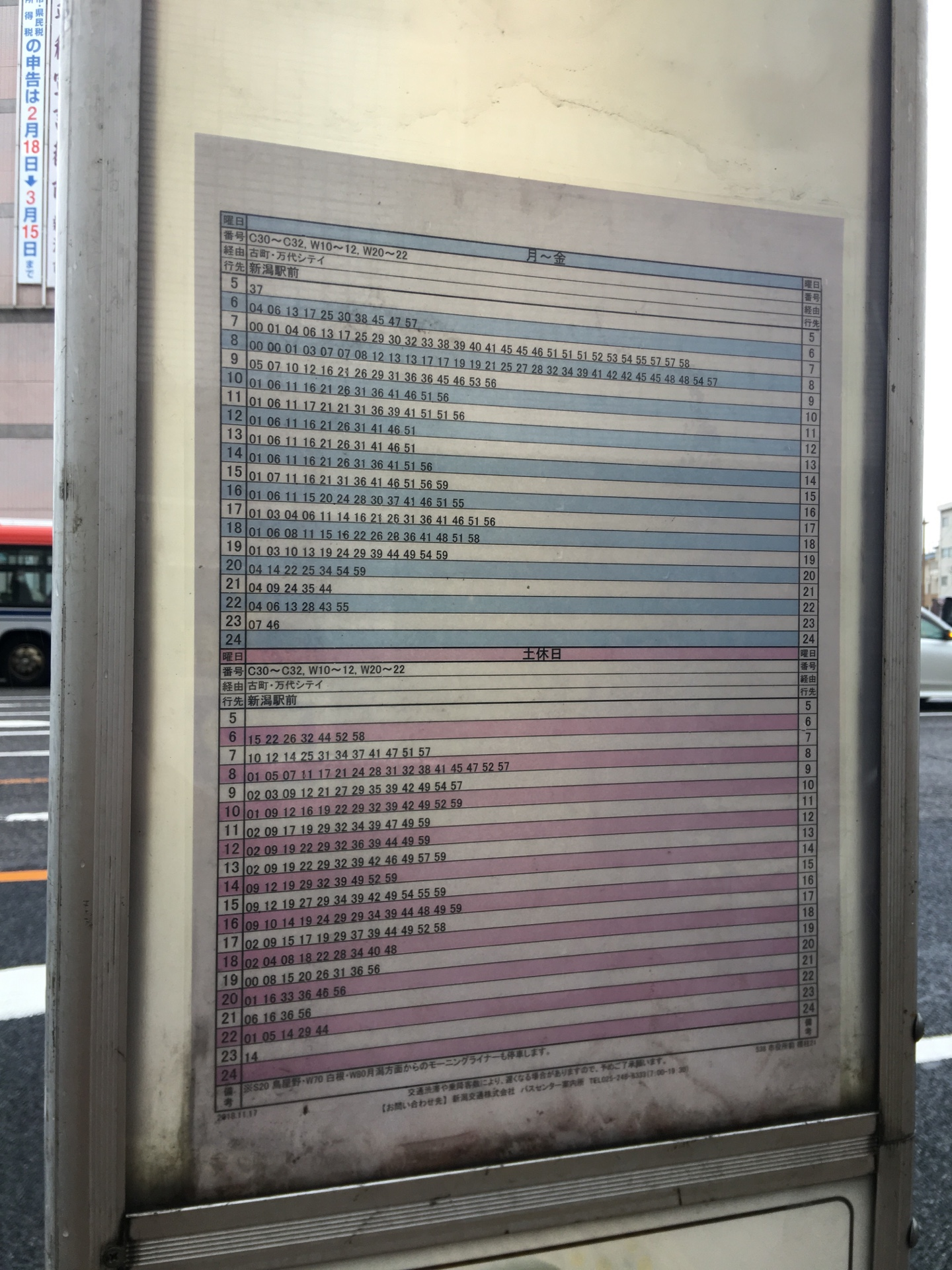
並行するC3・W1・W2は運行本数が多く、新潟駅前 - 古町 - 市役所前の足として本路線とともに利用されている（市役所前バス停、2019年3月4日）

新潟駅前 - 古町を含む区間で並行する路線を以下に挙げる。
- 新潟駅前 - 古町
  - C2 浜浦町線
- 新潟駅前 - 市役所前（西大通り方面）
  - C3 信濃町線
  - W1 有明線
  - W2 西小針線
- 新潟駅前 - 市役所前（昭和大橋方面） ※萬代橋ラインとは大きく離れている停留所が多い。
  - S2 鳥屋野線
  - 各種ダイレクト便・急行（S50D、S60D、W74急 ※W74急は並行区間内での利用は不可）
- 新潟駅前 - 市役所前（県庁方面）
  - ときライナー（県内高速バス） ※並行区間内のみでの利用は不可
- 新潟駅前 - 関屋大川前
  - W7 大野・白根線 ダイレクト便
大野・白根線のダイレクト便は、青山に乗り入れず東青山バス停と第一高校側を直接結んでいる。快速であるが停車停留所は萬代橋ラインとは異なり、新潟駅前 - 第一高校前間は各停留所に停車する。なお、東関屋、関屋大川前には各停のみが停車。

## 車両
連節バス「ツインくる」（定員116名）4台と、一般バス（定員75名）約30台を運用して運行を実施している。近年は11月に行われる新車導入でBRT対応フルカラー一般バスが多く導入されている（2018年導入車の例：1209、1210、1211、1212、1213、1214）。
連節バスは、スウェーデン・スカニア製のシャーシにオーストラリア・ボルグレン製のボディを架装したものが導入された。当初は導入に4.9億円かかると見込んでいたが、入札の結果3.2億円で導入できることになった。また、料金表示機（obc-bision）・車内液晶モニター・ボタン・整理券発券機などはレシップ製、音声はエンドレスエコー製と、一般バスと変わらない。
一般車両は、先頭部にラインカラーのレッドを地色に「BRT (NIIGATA CITY BUS RAPID TRANSIT)」のシンボルマークが記されたヘッドマークが掲出されるほか、車内に情報案内用モニターが設置されている。BRTとして使用されない時は、新潟交通のロゴマークが記されたヘッドマークに差し替えられる。
なお「ツインくる」は原則として当路線の快速のみで用いられるが、鳥屋野潟南部でのイベント時には大量輸送を図るため南新潟方面を走行することもある。
なお、当初の想定では連節バス8台と一般バス2台を用いる計画であった。

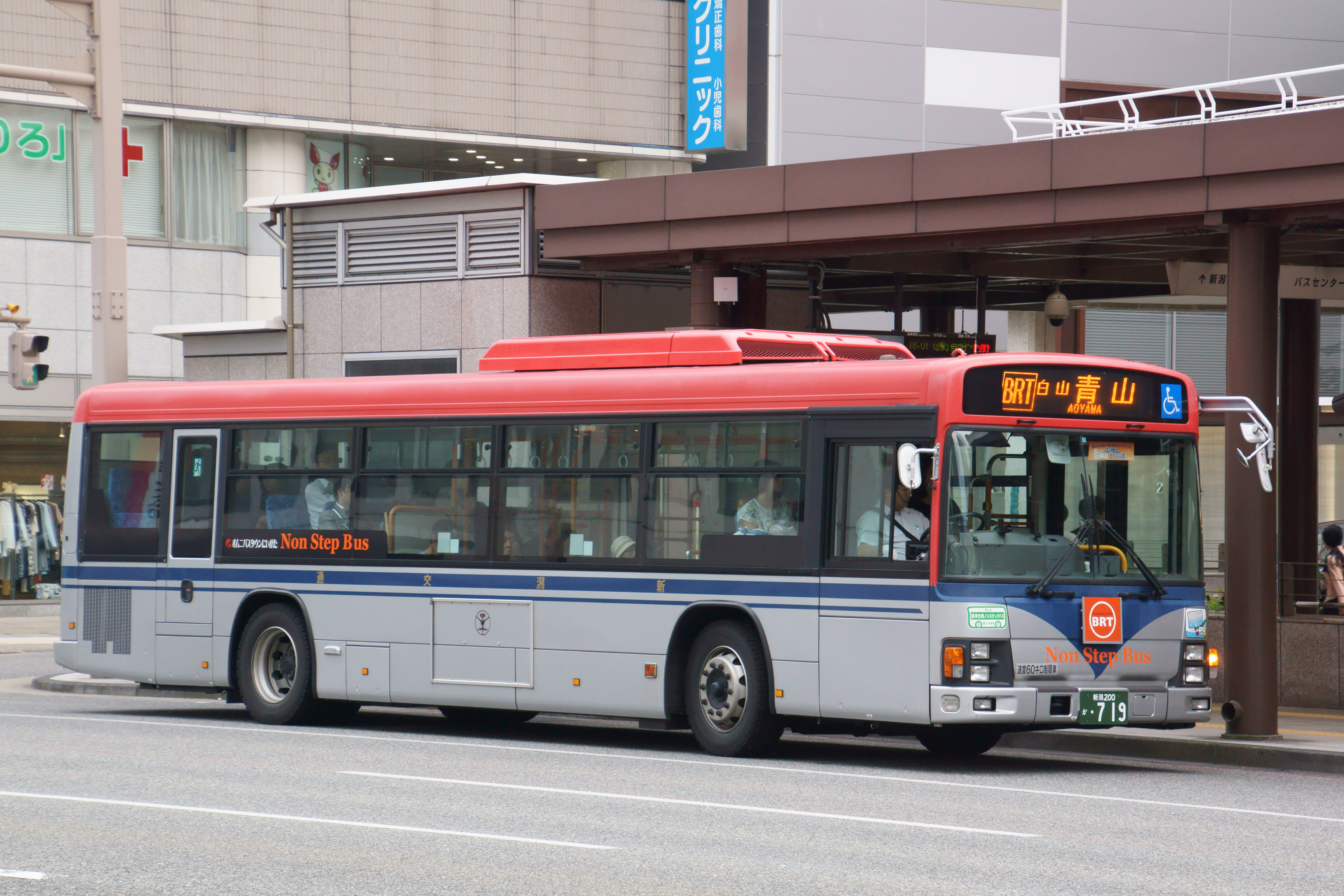
ヘッドマークを掲出して運行する一般バス（2016年6月）
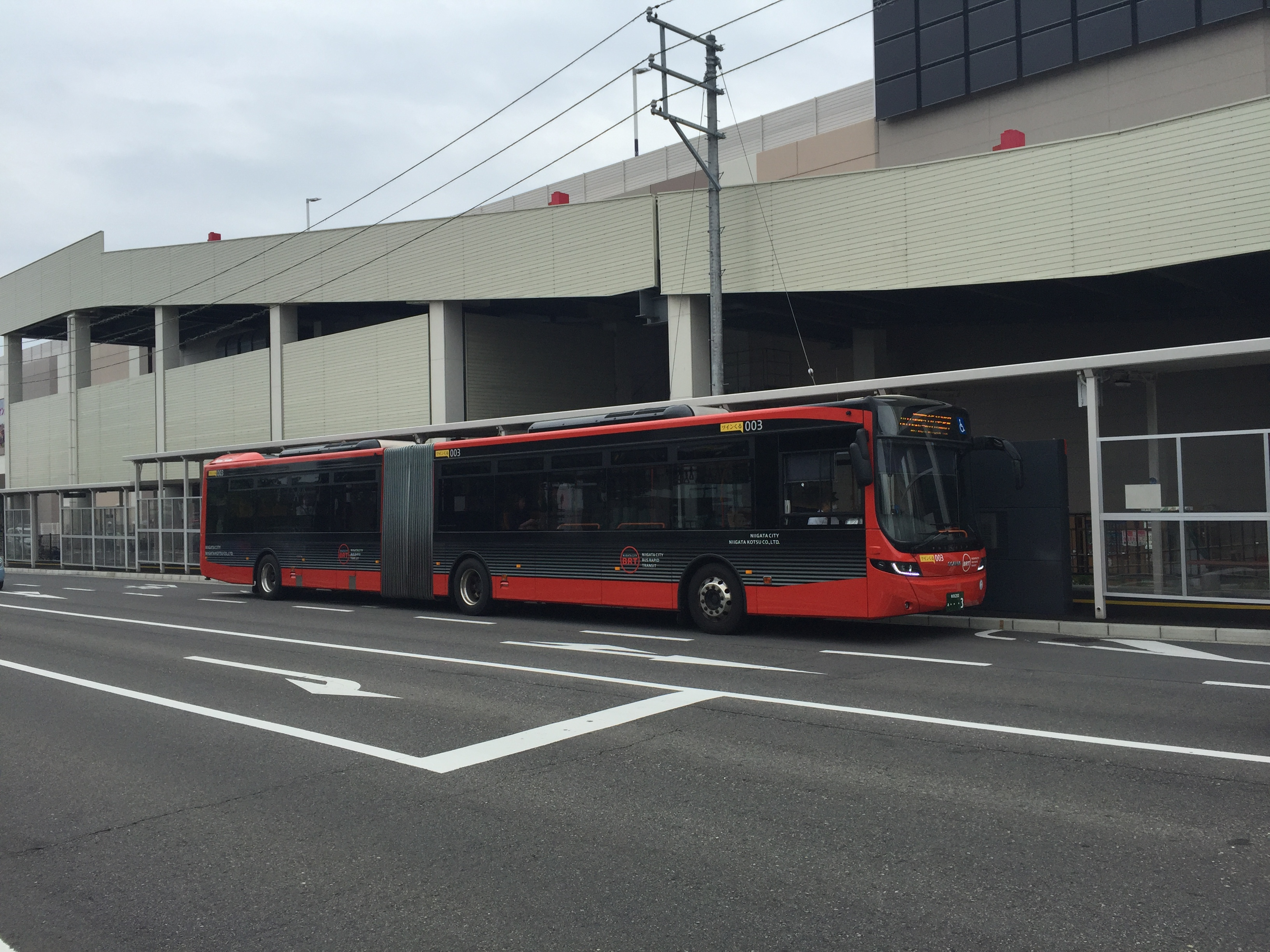
萬代橋ラインに使用されている連節バス“ツインくる” 青山停留所にて撮影（後方の建物はイオン新潟青山ショッピングセンター）

## 利用状況
- 「お客様ご利用状況（新潟交通）」
- 「データ集（新潟市）」

2018年5月の利用者数（乗降者数÷2）は285,886人であり、1日当たりに換算すると9,222人である。また、1便あたりの平均利用者数は34.2人であり、並行するW2 西小針線（36.9人）およびW1 有明線（34.7人）に次いで新潟交通では3番目に多い。
また、新バスシステム開業前後で比較を行うと、団子運転の解消や無理のないダイヤ設定により、定時性が向上していることが特筆される。

## 問題点

### 乗り換えの負担
ゾーンバスシステムに共通する問題ではあるが、幹線・支線の分離により、従来乗り換えなしで目的地まで行くことができた経路で新たに乗り換えが必要となり、心身両面に実際に負担が生じたことが指摘されている。また、乗継割引制度の周知が不十分であったなど、乗り換え負担軽減策が後手に回り、一部利用者の不満が尾を引いたほか、乗り換えが高齢者の一部にバス利用自体を躊躇するような気運を生じさせてしまっており、高齢者層の客足が遠のいたという商業者の意見も出ている。
また、前述のように青山の乗換拠点は暫定整備の状態となっている。
当初は新潟駅高架化によって路線バスの南北直通が始まり、乗換負担が大幅に軽減されることが期待されていたが、高架全面開業が当初の2015年度予定から大幅に遅れたこともあり、実現しないままの開業となった。2024年の高架下バスターミナル開業時に南北直通が実施されたが、萬代橋ライン自体は新潟駅止まりのままとなり、郊外路線側が万代方面に乗り入れる形となった。

### 年間走行距離の維持困難問題
2022年11月17日、新潟交通は記者会見し、新型コロナウイルスの影響で運転士の退職や欠勤が相次いでいることを理由に翌月3日のダイヤ改正で新潟市中心部と東区を結ぶ路線など29のバス路線を対象に運行本数を減らすことを発表。新潟交通は2022年度、新潟市から2億5千万円の財政支援を受けたものの、今年3回目の減便に踏み切る形となった。
これに対し新潟市の中原市長は「度重なる減便により、市民生活に少なからず影響が出ている」と懸念を示し、経営努力を促した。
しかし2023年2月、にいがた新バスシステムについて新潟市と新潟交通が結んでいる「運行事業協定」が2023年3月末に期限を迎えるのを前に新潟交通は乗合バスの利用者数がコロナ禍前の8割ほどと厳しい状況が続き、さらに運転手不足も深刻なため協定締結当初に設定された957万kmの年間走行距離の維持が困難としており、今後路線縮小の可能性で出てきているため、市と協議を重ねていきたいとした。
それに対し新潟市は、運転手不足の状況に一定の理解を示しつつ、「市の立場としては、市民の皆様に一定程度、足を確保できる内容の協定を結びましたと言えるような内容を目指したい」とし、市が2022年に行った2億5000万円の経営支援などは今後考えておらず、利用促進や運転手不足解消につながるような広報活動などに取り組んで行きたいとしている。